# Новий правовий реалізм
Новий правовий реалізм (НПР) — нова наукова школа в правовій філософії США.
Хоча він спирається на старий правовий реалізм першої половини ХХ століття, Новий правовий реалізм відрізняється важливими методами. Зокрема, в галузі права відходить у минуле застарілий підхід, заснований на акценті на суддів, суди і встановлену правову систему. Новий правовий реалізм розглядає право в повсякденному житті людей, використовуючи міждисциплінарне поєднання сучасних методів соціальних наук. Він характеризується «приземною» точкою зору, яка фокусується на правовому досвіді непрофесіоналів, як і на вивченні юристів-фахівців та формальних інститутів. Це добре узгоджується з американською прагматичною філософською традицією.
Крім того, НПР використовує право у книгах, як серйозний предмет дослідження, в тому числі його, як частину загальної системи права. Мета НПР є створення комплексної програми наукових досліджень в області соціальних наук в галузі права, який поєднує різні методи і об'єкти дослідження, щоб дати політикам найбільш повне уявлення того, як діє право . Це включає в себе не-інструментальні використання права.).

## Історія
Перша конференція Нового правового реалізму відбулася в Північній Америці в Медісоні, штат Вісконсин, в червні 2004 року. Конференція фінансувалася спільно американським Bar Foundation, незалежного соціологічного науково-дослідного інституту в Чикаго і Інститутом правових досліджень юридичної школи університету Вісконсину — центром міждисциплінарних досліджень у галузі права. Вчені з цих двох установ: Гарвардського юридичних шкіл у Гарварді та Еморі, провели попередні зустрічі, на яких планувалася конференція.
До цієї конференції, кілька різних напрямків нового правового реалізму виникло в правовій і соціально-правовій академічних спільнотах США. У 1997 році група вчених особисто запропонувала назву «Is It Time for a New Legal Realism?» («Чи вже настав час нового правового реалізму?») Того ж року Асоціація «Право і суспільство» засідала в Сент-Луїсі, штат Міссурі. Учасники конференції розглянули велику кількість соціально правових дослідників, які обговорювали питання, пов'язані з досягнення високого ґатунку якісного і кількісного досвіду емпіричних досліджень в юридичній сфері. Одна з тем, які обговорювалися це деколи непрості відносини між науковими традиціями в області соціальних наук і в юридичній академії. Це пов'язано з новою юридично реалістичною думкою, яка спонукала до організації конференції в Медісоні, і першої спільної публікації досліджень в рецензованому журналі соціальних наук (Law&Social Inquiry) та дослідницького відгуку (WisconsinLawReview) У цих двох публікаціях були розглянуті такі проблеми, як бідність, глобалізація та дискримінації під спільним кутом зору права і соціальних наук, базується на розробці більш ефективних методів для міждисциплінарного обміну.
Крім того, в 1997 році політолог Френк Крос опублікував статтю під назвою «Політологія і новий правовий Реалізм», а філософ Брайан Таманаха написав книгу про прагматизм і «реалізм соціально-правової теорії». Згідно з сюжетом нового реалізму вважалось, що судовий процес з перехресним допитом повинен відбуватися з використанням кількісних методів. Таманаха займається запровадженням філософських принципів, основаних на теорії прагматизму, спираючись на соціально-правові дослідження.

## Дослідження та події
З 1997 багато публікацій і статей зосереджувалися на новому правовому реалізмі. Після першої конференції в 2004 році наступні конференції з приводу НПР фокусували увагу на зв'язках між емпіричними дослідженнями і теорією права, а також на юридичних підходах до бідності і землеволодіння, на правовому трактуванні гендерних питань у сфері працевлаштування і на тлумаченні законів. Дослідження з НПР були представлені на щорічних засіданнях Асоціації американських юридичних шкіл і Асоціації «Право та суспільство». Вчені-представники цього напрямку брали активну участь у формуванні спільної дослідницької мережі, підтримуваної Асоціацією «Право та суспільство», що зосереджує увагу на «реалістичних і емпіричних правових методах».
Представники розглядуваного напрямку використовують емпіричну методологію для вивчення дискримінації, винесення судових рішень, глобального права та інших питань. У США можна знайти кілька напрямків НПР, зокрема один домінуючий напрямок виступає за висхідний підхід у дослідженнях, в рамках якого науковці вивчають право на низовому рівні, у повсякденному житті з використанням якісних та кількісних методів. У 2005 році Ерланджер та ін. закликали використовувати висхідні, в рівній мірі як і низхідні емпіричні дослідження. Перші симпозіуми з НПР у США продемонстрували висхідний підхід, презентувавши приклади його застосування у дослідженнях у таких сферах, як дискримінаційне право та його дія в реальному житті, глобалізація і право та юридична практика. З іншого боку, інший напрямок, що використовує суто низхідний підхід, зосередився на позиціях судів та суддів і загалом застосовує кількісні методи.
Науковці в Скандинавії також відновили зацікавленість у правовому реалізмі, спираючись на їх власні попередні традиції правового реалізму. У травні 2012 року в Копенгагені була проведена перша європейська конференція з нового правового реалізму, яка об'єднала міжнародну групу вчених з різних дисциплін. Конференція була організована Х. Хольтерманом, Мікаелем Раском Мадсеном, Хенріком Палмером Олсеном.
У 2014 році у США в Каліфорнійському юридичному університеті була проведена 10-та щорічна конференція з правового реалізму.